# Loire-les-Marais
Loire-les-Marais is een gemeente in het Franse departement Charente-Maritime (regio Nouvelle-Aquitaine) en telt 326 inwoners (1999). De plaats maakt deel uit van het arrondissement Rochefort.

## Geografie
De oppervlakte van Loire-les-Marais bedraagt 12,6 km², de bevolkingsdichtheid is 25,9 inwoners per km².
De onderstaande kaart toont de ligging van Loire-les-Marais met de belangrijkste infrastructuur en aangrenzende gemeenten.

## Demografie
Onderstaande figuur toont het verloop van het inwonertal (bron: INSEE-tellingen).